# Sylvia Gosse
Laura Sylvia Gosse (Londres, 14 de febrero de 1881 - Ibid., 6 de junio de 1968) fue una pintora y grabadora inglesa. También dirigió una escuela de arte con el pintor Walter Sickert.

## Trayectoria
Laura Sylvia Gosse, conocida como Sylvia, fue la menor de los tres hijos de Ellen (Epps) Gosse y el poeta y crítico inglés Sir Edmund Gosse. Su abuelo era el naturalista Philip Henry Gosse y el pintor Lawrence Alma-Tadema era su tío por matrimonio. Gosse recibió su formación artística primero en la Escuela de Arte de St. John's Wood y luego en la Royal Academy of Art (1906–09).
En 1908, el artista Walter Sickert quedó impresionado por su talento y decidió que debía aprender a grabar. Se matriculó en las clases nocturnas de Sickert, primero en la Escuela de Arte de Westminster y luego en una escuela de arte privada que fundó en Hampstead Road. Gosse finalmente asumió la responsabilidad de dirigir esta escuela, que se conoció como Rowlandson House, también llamada Escuela de Pintura y Grabado Sickert y Gosse. Fue codirectora desde 1910 hasta que cerró en 1914 y también profesora. Gosse tenía otros ingresos que de haberle faltado, la escuela habría tenido que cerrar mucho antes.
Gosse permaneció cerca de Sickert y su esposa Christine, a quien cuidó durante su última enfermedad en 1920. Después, se ocupó de la casa de Sickert y a veces, le sirvió como asistente de estudio. En la década de 1930, fue una de las organizadoras del Fondo Sickert, que se creó para permitir que Sickert fuera financieramente independiente.

## Carrera artística
Gosse exhibió por primera vez su trabajo en 1911 en el New English Art Club y se mostró un retrato de su padre en la Exposición de verano de la Royal Academy de 1912. En 1913, tuvo su primera exposición individual, en la Galería Carfax y fue elegida para el Grupo de Londres por la misma época. También perteneció a la Royal Society of British Artists. Continuó exponiendo durante varias décadas más. Las cataratas oculares pusieron fin a su pintura en 1961 hasta que murió en 1968.
La influencia de Sickert se muestra tanto en el estilo de pincel de Gosse como en su temática, que se inclina hacia los interiores domésticos, las escenas callejeras y la vida nocturna londinense.  A menudo, trabajaba a partir de fotografías, y una de sus pinturas más conocidas es Madrid Crowd, pintada a partir de una fotografía de una multitud madrileña publicada en 1931.
Su obra se encuentra en numerosos museos británicos, como la Tate, la Colección de Arte del Gobierno Británico, la Galería Nacional de Retratos, el Museo Ashmolean, la Colección Ingram de Arte Británico Moderno y muchos otros. 